# الرابطة الصوتية الدولية
الرابطة الصوتية الدولية (بالإنجليزية: International Phonetic Association) ، منظمة تهدف لدارسة علم الصوتيات وتطبيقاته، دراسة علمية.
من أهم إنجازات هذه المنظمة هي الألفبائية الصوتية الدولية.

## لمحة تاريخية
تأسست المنظمة عام 1886 في باريس، من قبل مجموعة من مدرسي اللغة بهدف التشجيع على استخدام الفونيمات في المدارس، هذه المجموعة إنشئت من قبل باول باسي ، أطلق على هذه الجمعية (Dhi Fonètik Tîtcerz' Asóciécon ) وتعرف اختصاراً (FTA) في كانون الأول عام 1889 تغير اسمها إلى (L'Association Phonétique des Professeurs de Langues Vivantes ) وتعرف اختصاراً (AP) ، وعام 1897تغير مجدداً إلى (L'Association Phonétique Internationale) ويقابلها بالإنجليزية وبقيت على هذا الاسم.

## تطوير الأبجدية
إن الهدف الرئيس لهذه الرابطة، هو تكوين أبجدية صوتية موحدة عالمية وموحدة للأصوات البشرية، وبالفعل تحقق هذا الهدف بعد إنشاء الألفبائية صوتية دولية.

## وصلات خارجية
- الموقع الرسمي للجمعية الصوتية الدولية